# Céramique bilingue
La céramique bilingue est la céramique grecque antique qui a été produite à Athènes dans la période de transition entre l'ancienne technique de la céramique à figures noires et la nouvelle technique de la céramique à figures rouges et qui allie ces deux techniques. Cette période se situe dans le dernier tiers du VIe siècle av. J.-C.
Dans le même contexte, l'expression peintre bilingue s'emploie pour qualifier les peintres de vases grecs qui ont œuvré à cette époque et qui ont pratiqué les deux techniques, comme Oltos. Le terme bilingue, emprunté au domaine du langage, est employé ici de manière métaphorique.

## Les vases bilingues

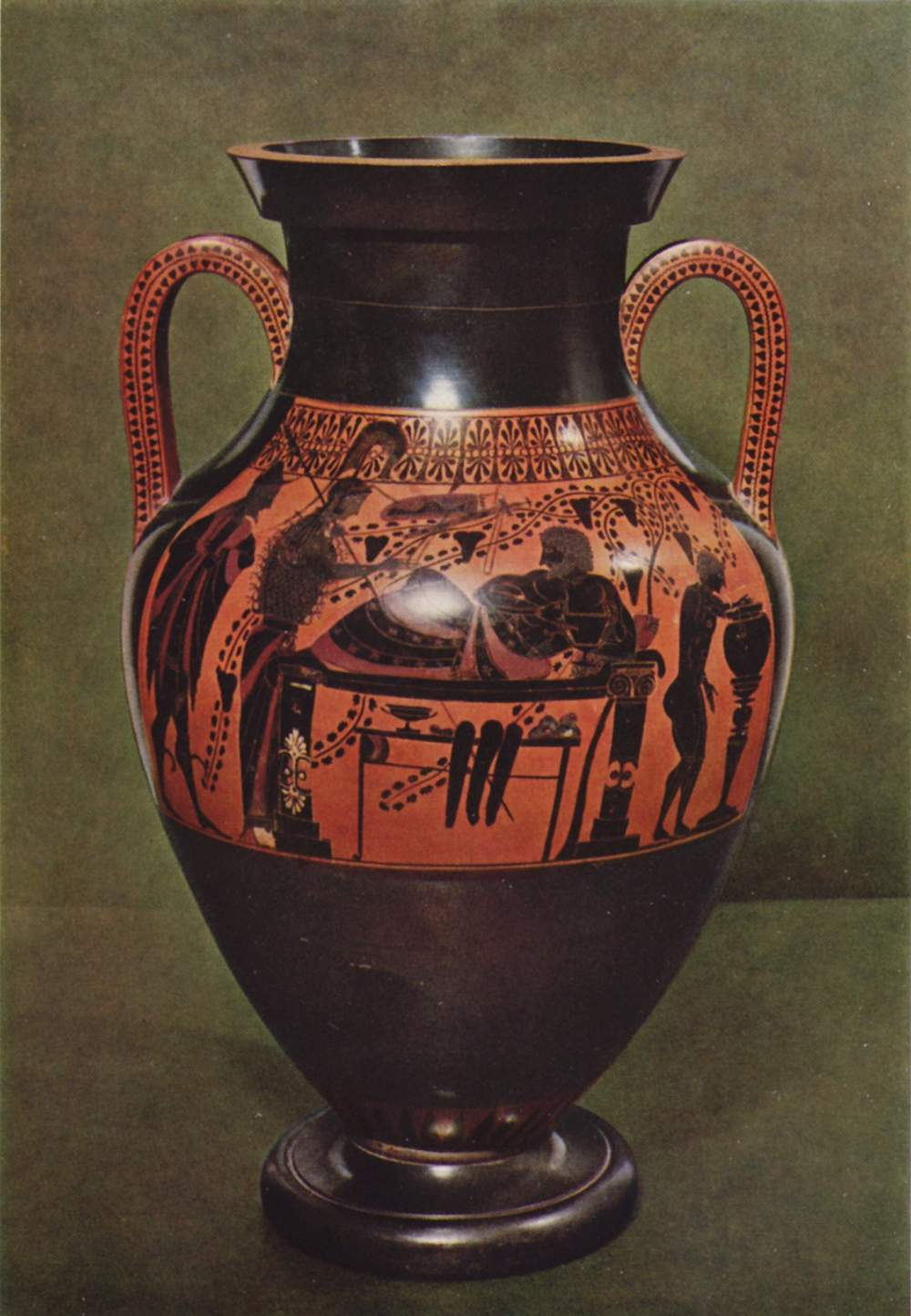
Amphore bilingue provenant de Vulci du Peintre d'Andokidès. Athéna et Héraclès. Face à figures noires. Munich, Staatliche Antikensammlungen, inv. 2301.

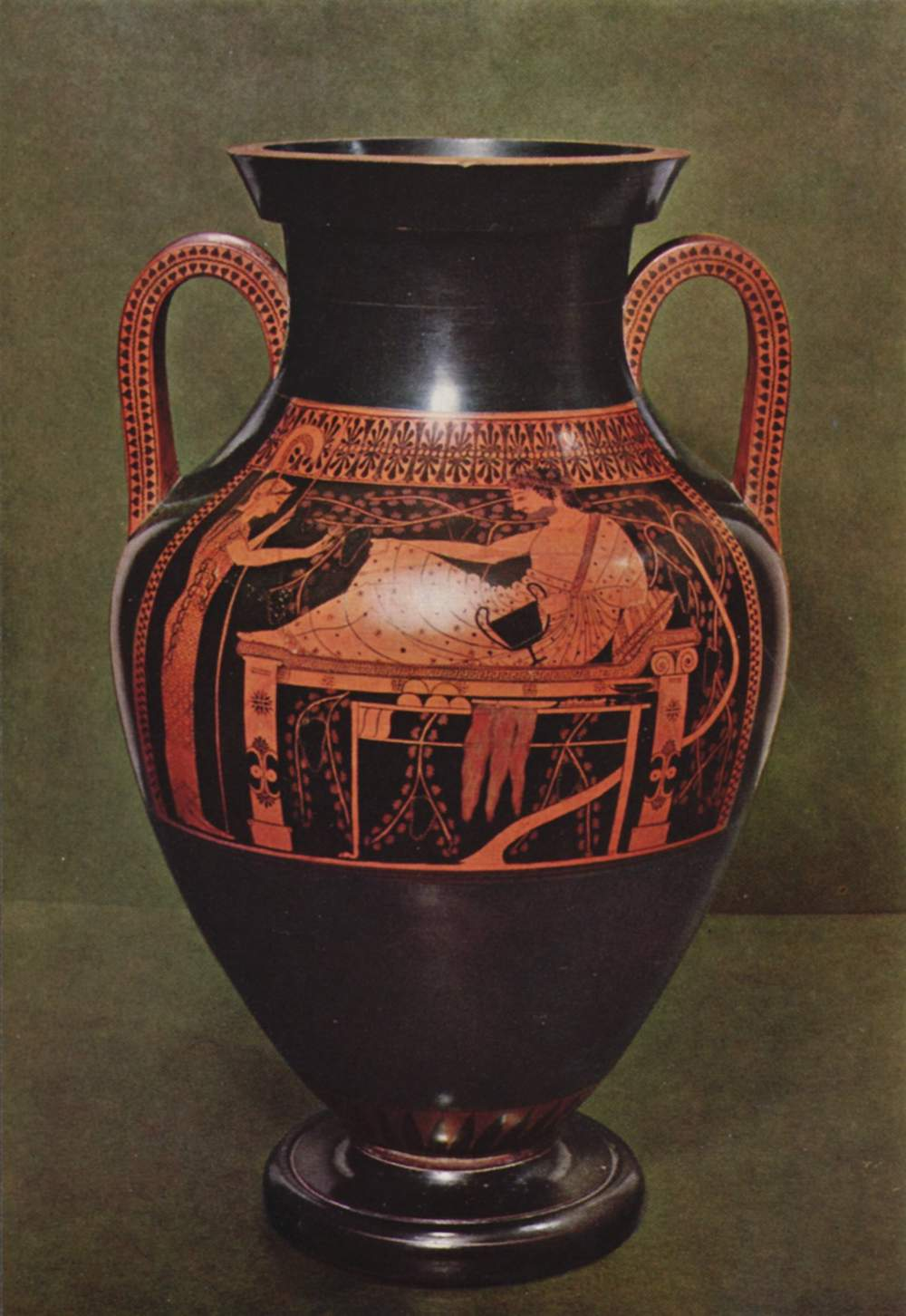
Même amphore bilingue qu'à gauche. Face à figures rouges.

Les vases bilingues comprennent principalement :
- des amphores qui présentent des faces traitées l'une en figures noires et l'autre en figures rouges. Certaines d'entre elles figurent la même scène des deux côtés et permettent de comparer aisément les deux techniques, comme l'amphore due probablement au peintre d'Andokidès qui représente Athéna devant Héraklès couché sur un lit[1] (Munich, Staatliche Antikensammlungen, inv. 2301).
- des coupes produites notamment par Oltos et Épictétos[2]. Un type fréquent est celui des coupes à yeux (en).